# 斯巴達 (肯塔基州)
斯巴達（英語：Sparta）是一個位於美國肯塔基州加拉廷縣和歐文縣的城市。

## 地方資料
根據2020年美國人口普查的數據，斯巴達的面積為16.30平方千米，當中陸地面積為16.22平方千米，而水域面積為0.08平方千米。當地共有人口236人，而人口密度為每平方千米14.48人。